# Дозвільна ліцензія вільного програмного забезпечення
Дозвільні (пермісивні) ліцензії на вільне ПЗ (англ. Permissive free software licence) — ліцензії на програмні засоби, які практично не обмежують свободу дій користувачів ПЗ і розробників, що працюють з початковим кодом. Зокрема, дозвільні ліцензії самі по собі не обмежують вибір ліцензії для робіт, похідних від роботи з дозвільною ліцензією. Отже, дозвільні ліцензії не є копілефтом, на відміну від багатьох інших ліцензій відкритого і вільного ПЗ. За своїм духом, поширення роботи під дозвільною ліцензією подібне до розміщення роботи в суспільне надбання, але не вимагає відмови від авторського права.
Серед найвідоміших дозвільних ліцензій на вільне ПЗ — ліцензії BSD, MIT, Apache.

## Сумісність з GPL
Хоча дозвільні ліцензії містять лише мінімальні вимоги, в окремих випадках ці вимоги конфліктують з вимогами вільної (але не дозвільної) ліцензії GNU GPL — основної ліцензії операційної системи GNU/Linux. Наприклад, 2-а версія ліцензії Apache сумісна з ліцензією GPL 3-ї версії, але несумісна з GPL-2. Ліцензія OpenSSL і старі («4-пунктові») версії ліцензії BSD несумісні з жодною версією GPL. Несумісність може дуже ускладнити розробку ПЗ: якщо код є похідною роботою від робіт з несумісними ліцензіями, то потрібно буде укласти окремі ліцензійні угоди з правовласниками.
Слід зауважити, що ліцензія MIT і сучасні («3-пунктові» і «2-пунктові») варіанти ліцензії BSD повністю сумісні з GPL.